# Hangar 13
Hangar 13是2K Games于2014年12月在美国加利福尼亚州诺瓦托前汉密尔顿空军基地成立的游戏开发工作室，由漫画书和电子游戏作者哈登·布莱克曼主管。2016年10月7日，工作室处女作《黑手党3》面世。

## 简史
2014年12月4日，2K Games宣布成立新游戏工作室Hangar 13，由行业老将、前LucasArts创意总监哈登·布莱克曼领军。布莱克曼告诉GamesBeat，工作室将创作PlayStation 3、Xbox 360和PC平台游戏。
处女作《黑手党3》于2015年7月28日公布先导预告，并于2015年8月5日在Gamescom 2015正式公布剧场版预告。2K Czech配合游戏开发。游戏于2016年10月7日登陆Microsoft Windows、PlayStation 4和Xbox One。
2017年，2K宣布将2K Czech并入到Hangar 13中。
2020年5月，2K宣布将发售《黑手党三部曲》的高清重制版，包括了《黑手党：失落天堂》的完全重制版、《黑手党2》的高清重制版以及包含追加下载内容的《黑手党3》完全版。《黑手党：失落天堂》的完全重制和《黑手党2》的高清化将由Hangar 13负责制作。
2022年8月，Hangar 13宣布《黑手党》系列新作开始开发。2024年8月20日，Hangar 13在Gamescom上正式公布《四海兄弟》系列新作：《四海兄弟：故乡》，并发布了首部预告片。

## 开发游戏
| 2016 | 黑手党3        | Windows、PlayStation 4、Xbox One、Stadia                         |
| 2020 | 黑手党：终极版 | Windows、PlayStation 4、Xbox One                                 |
| 2024 | 上旋高手2K25   | Windows、PlayStation 4、PlayStation 5、Xbox One、Xbox Series X/S |
| 2025 | 四海兄弟：故乡 | Windows、PlayStation 5、Xbox Series X/S                          |